# Bucculatrix plucheae
Bucculatrix plucheae är en fjärilsart som beskrevs av Braun 1963. Bucculatrix plucheae ingår i släktet Bucculatrix och familjen kronmalar. Inga underarter finns listade i Catalogue of Life.